# 巴納納 (佛羅里達州)
巴納納（英語：Banana）是位於美國佛羅里達州普特南縣的一個非建制地區。該地的面積和人口皆未知。

## 地理
巴納納的座標為29°41′20″N 81°02′20″W / 29.68889°N 81.03889°W，而該地的平均海拔高度為7米（即23英尺）。